# Tlen
Tlen è l'album di debutto della cantante polacca Kasia Popowska, pubblicato il 16 settembre 2014 su etichetta discografica Universal Music Polska. Dell'album sono state pubblicate un'edizione deluxe contenente cinque tracce bonus il 28 ottobre 2014, e l'edizione Kolor i maj con un secondo disco di sette tracce il 10 luglio 2015.

## Tracce
1. Mantra – 3:42
2. Tlen – 3:37
3. Przyjdzie taki dzień – 3:23
4. Daleko – 3:51
5. Lecę tam – 2:52
6. Wszystko co mam – 3:35
7. Parada gwiazd – 3:13
8. Nie będziesz sam – 3:32
9. Zatrzymamy – 2:52
10. Nie znasz mnie – 3:32

Edizione deluxe
1. Opowiedz – 4:18
2. Nie stało się nic – 3:00
3. Przyjdzie taki dzień (RMF Live Sessions) – 3:41
4. Tlen (RMF Live Sessions) – 3:19
5. Daleko (RMF Live Sessions) – 3:02

Tlen – Kolor i maj, CD2
1. Zostań – 3:09
2. Prawda – 3:03
3. Graj – 2:58
4. Kolory nocy – 2:48
5. Everytime – 3:22
6. Happy Days – 3:08
7. Lecę tam (Mandee Remix) – 3:14

## Classifiche
| Classifica (2014) | Posizione massima |
| ----------------- | ----------------- |
| Polonia           | 47                |